# Палес
Палес (лат. Pales) — древнеримская богиня скотоводства, почиталась по всей Италии ещё задолго до основания Рима. Существовала неопределённость в почитании этого божества: иногда оно воспринималось как бог, а иногда — как богиня.

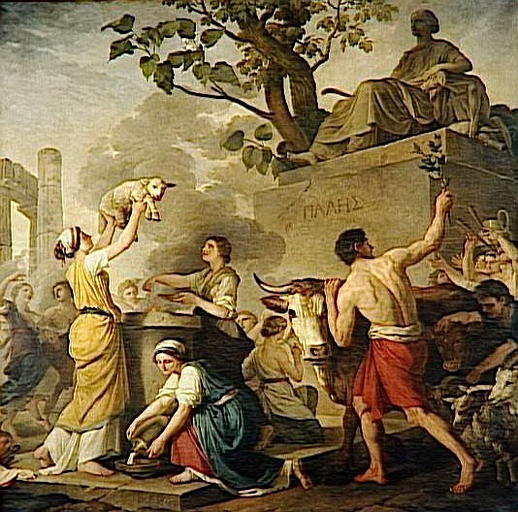
Иосиф-Бенуа Савье. Праздник в честь богини Палес в Риме

Одним из мест культа Палес был Палатинский холм и другие палации (palatium): Реатинский, откуда по преданию латины переселились на римский палаций, и Сабинский или Умбрский. Слово Palatium, как нарицательное понятие, означало пастбище, а затем место, освященное культом богини Палес. Поэтому римский Палаций считал Палес своей покровительницей, и праздник в честь неё (21 апреля) Palilia (Parilia) считался в то же время днем рождения города (dies natalis urbis Romae). В этот день нельзя было приносить кровавых жертв; вместо этого жгли приготовленную весталками смесь из крови октябрьского коня (которого закалывали в честь Марса в октябрьские иды), из пепла сожженного в день Фордилиций (15 апреля, праздник в честь Теллус) ещё не родившегося телёнка и бобовой соломы; этой смеси приписывали очистительное действие, вследствие чего она называлась februa casta. На рассвете этого дня проводили очистительные ритуалы над стадами овец, окропляя овечьи стойла водой, выметали из них сор свежими мётлами, украшали внутренность домов свежими ветками, а двери венками и гирляндами и окуривали стада серой. Затем разводили огонь. В жертву Палес приносили испеченные из проса пирожки, корзинку проса, как любимого богиней злака, и молочные яства; при этом произносили молитву о ниспослании благословения на скот стойла и дом, о прощении грехов, об избавлении от мора и болезней, об изобилии травы, корма и чистой воды и т. д. Молитву пастух должен был произнести четыре раза, обратившись к Палес, затем выпить смеси из молока и свежего муста, и, наконец, перепрыгнуть через кучу зажженной соломы. Последний обряд, как известно, существовал и существует у многих народов. Праздник проходил шумно и весело. В городе праздник богини проходил торжественнее, так как в этот день праздновали основание Рима.
В честь богини назван астероид (49) Палес, открытый в 1857 году.